# 塞凯伊·布尔丘
塞凯伊·布尔丘（匈牙利語：Székely Bulcsú，1976年6月2日—），匈牙利男子水球运动员。他曾代表匈牙利国家队参加2000年夏季奥林匹克运动会水球比赛，获得一枚金牌。